# Јањски партизански одред
Јањски народноослободилачки партизански (НОП) одред је био је био партизанска јединица у саставу Народноослободилачке војске и партизанских одреда Југославије током Другог светског рата у Југославији. 

## Историјат
Формиран је у љето 1943. Дејствовао је на територији између Јајца, Мркоњић-Града, Млиништа и Купреса. Главна активност Одреда била је борба против четничких група које су спречавале рад на учвршћењу позадине, нападајући војнопо—задинске установе и органе народноослободилачке власти. Наређењем Штаба 10. дивизије Јањски и Благајски НОП одред су 6. септембра 1943. спојени у Благајско-јањски НОП одред јачине 2 чете. Почетком новембра Одред је имао 3 чете са 250 бораца, али је убрзо морао дати 150 бораца из свога састава за попуну 9. крајишке бригаде. Тад је поновно преименован у Јањски партизански одред. У јануару 1944. због продора немачке 1. брдске дивизије на слободну територију централне и западне Босне, Јањски одред је био принуђен да се привремено, за краће време, повуче са своје територије у рејон Рора код Гламоча, гдје је осигуравао болницу 10. дивизије. У прољеће и љето 1944. наставио је, на свом подручју, борбу против четника који су угрожавали слободну територију Јања и Пљеве. Одред је повремено био ангажован и у борбама са њемачким јединицама затварајући поједине правце, нарочито 1944, крајем маја и почетком јуна за вријеме дрварске операције. Расформиран је 12. јула 1944, а његовим људством попуњене су бригаде 10. дивизије.